# 埃米尔·贝尔纳

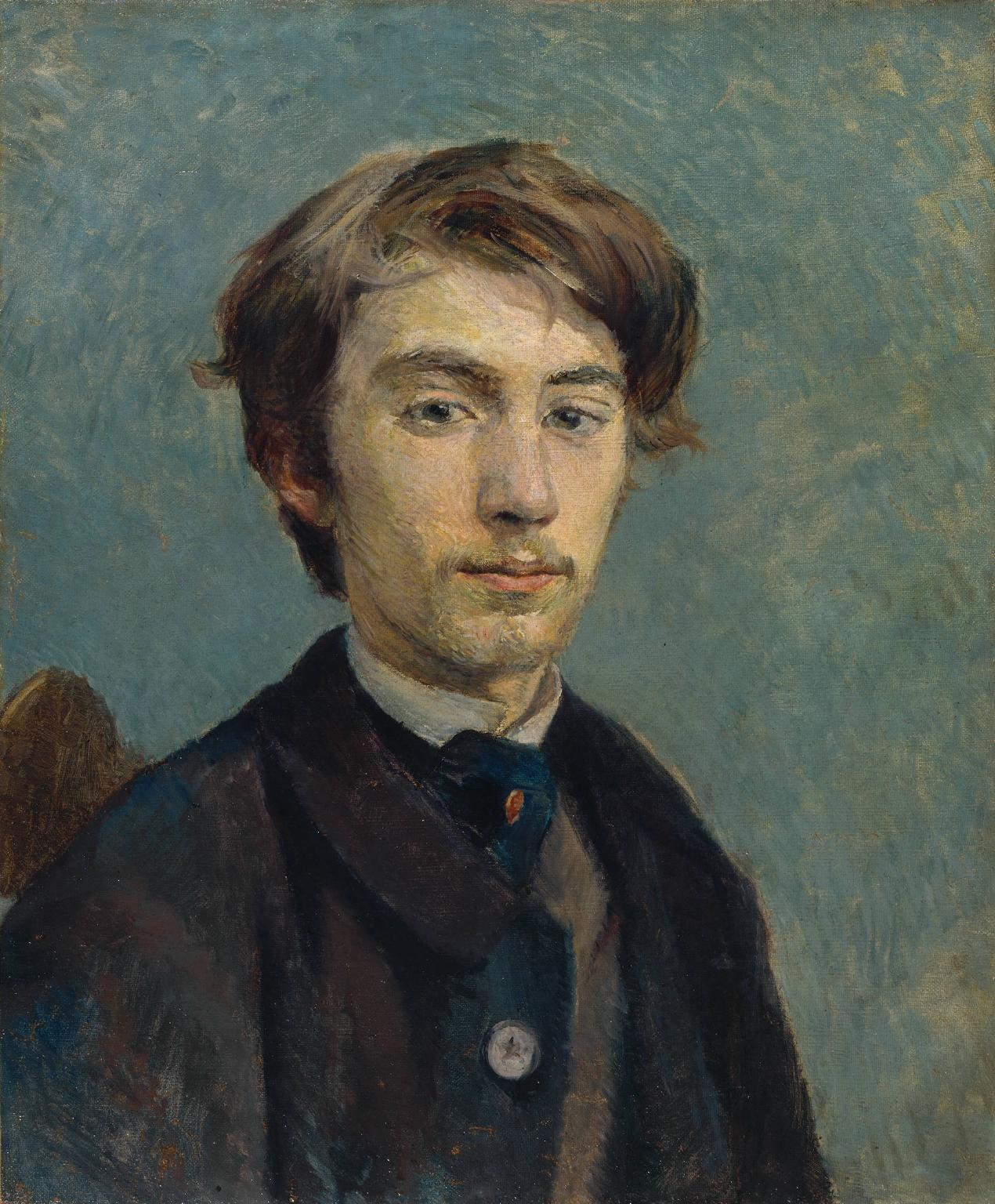
《埃米尔·贝尔纳肖像》 (Portrait de Émile Bernard)，亨利·德·土魯斯-羅特列克

埃米尔·贝尔纳（法語：Émile Henri Bernard，法語發音：[emil ɑ̃ʁi bɛʁnaʁ]；1868年4月28日—1941年4月16日）是一位法國点彩画派、分隔主義、那比派、阿旺桥派畫家，生於法國里尔。
埃米爾·貝爾納曾與文森·梵谷、保羅·高更、尤金·博赫以及後來的保羅·塞尚結下藝術友誼。他的著名作品大多創作於1886年至1897年間，創作年代尚年輕。他也與19世紀末的兩大藝術運動—分離主義和綜合主義—密切相關。鮮為人知的是伯納德的文學作品，包括戲劇、詩歌、藝術評論以及藝術史論述，這些論述包含了伯納德所貢獻的現代藝術關鍵時期的第一手資料。